# Acciaccatura

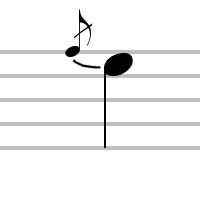
Figura 1. Acciaccatura.

La acciaccatura en música es un signo que se conoce como adorno musical. También es denominada apoyatura breve en contraposición a la apoyatura, que puede designarse como apoyatura larga o doble. Se trata de una nota no armónica tocada un tono o un semitono por encima o por debajo de la nota principal y es liberada inmediatamente después.
El término proviene del verbo italiano acciaccare que significa «aplastar».

## Representación gráfica
En las partituras y partichelas, al igual que la apoyatura, aparece representada mediante una nota de tamaño reducido que se dibuja delante de la nota principal presentada en tamaño convencional. La nota diminuta además aparece marcada con un trazo que atraviesa de forma oblicua la plica (ver Figura 1). Por lo general, la acciaccatura adoptará la forma de una pequeña corchea.

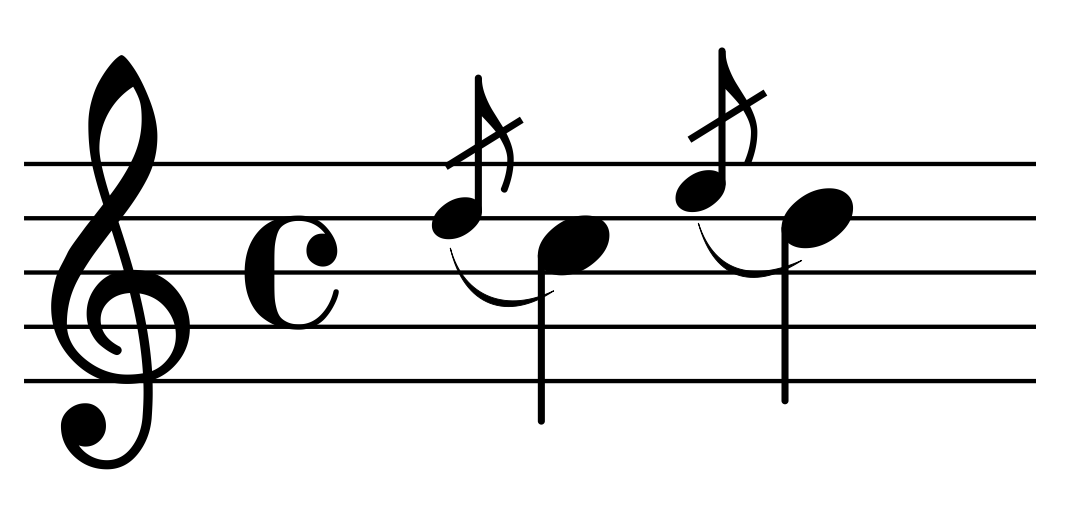
Figura 2. Notación de la acciaccatura.

## Usos y efectos
Quizás es más conocida como una variante de la apoyatura larga, que es más corta y menos significativa melódicamente, donde el retardo de la nota principal apenas es perceptible. Teóricamente no se sustrae casi nada de tiempo; pero no tiene una duración o valor determinado. Por tanto, se hace sonar tan pronto como sea posible, tomando su duración de la nota principal.
Según Baxter & Baxter se acostumbra a hacer restando el valor de una fusa a la nota principal. En todo caso, la interrupción de la acciaccatura debe producirse de forma rápida, para que permanezcan el o los sonidos reales.
Antrazyt define este adorno como una «nota disonante de una duración lo más corta posible, ejecutada antes o después de la nota o acorde principal y soltada inmediatamente.»
La disonancia es fugaz y se produce al hacer sonar por un breve instante la nota de adorno junto con la nota principal.
En palabras de Burrows la acciaccatura se puede interpretar de tres formas diferentes:
- interpretándola justo antes del pulso o tiempo;
- interpretándola sobre el pulso aunque el énfasis se haga en la nota principal;
- interpretándola a la vez que la nota principal, pero en staccato. Esta última opción sólo se puede aplicar en instrumentos que permitan tocar más de una nota a la vez. Independientemente de cómo se interprete la acciaccatura, su valor nunca se cuenta en la suma total de valores del compás.

La interpretación exacta de esta variará según el tempo de la pieza y la siguiente muestra es una de las posibilidades:

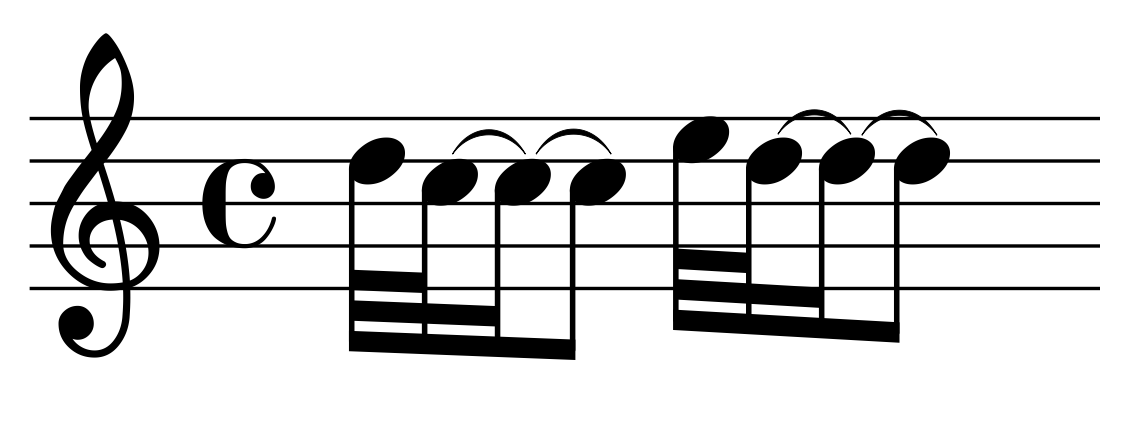
Figura 3. Interpretación de la acciaccatura.

La acciaccatura suele conllevar una cierta anticipación con relación a la nota principal, lo cual supone que empieza en el final del tiempo anterior. Si bien, el hecho de la nota sea ejecutada antes o coincidiendo con el pulso es en gran medida una cuestión de gusto y de práctica interpretativa. Excepcionalmente la acciaccatura puede ser anotada en el compás inmediatamente anterior a la nota a la que va adjunta, dando así a entender que se va a tocar antes del pulso. Por supuesto, esta guía para la práctica desgraciadamente no existe si la nota principal no se encuentra al comienzo del compás. 
La aplicación varía también en función tanto del compositor como del período. Por otra parte, las apoyaturas largas de Mozart y de Haydn son a primera vista indistinguibles de las acciaccaturas para ejecutar antes del pulso de Músorgski y de Prokófiev. Se ejecuta casi simultáneamente a la nota o al acorde al que acompaña. En algunos casos, cuando intervienen instrumentos musicales que lo permiten, tales como el piano, la acciaccatura se hace sonar al mismo tiempo que la nota principal, para ser a continuación liberada inmediatamente.
Hacia 1749 Francesco Geminiani utilizaba el término acciaccatura para aquellas disonancias de un tono entero por debajo de la notas principales tocadas durante los arpegios, mientras que reservaba los términos mordente (Gasparini) o tatto (Geminiani) para los casos en que la nota disonante estaba un semitono por debajo de la nota principal.
Fue un ornamento frecuentemente empleado por los clavecinistas del siglo XVIII, en especial es frecuente encontrar acciaccaturas en la producción musical de Domenico Scarlatti.
La apoyatura es un ornamento que da como resultado una interpretación más estética de una obra musical. En el Barroco era habitual que la música se interpretase en el clavecín, que era un instrumento que no permitía aportar ninguna clase de matices. De ahí surgió la necesidad de adornar las melodías de la época para dotar de variedad y estética a las composiciones.